# Isis (groupe)
Pour les articles homonymes, voir Isis (homonymie).
Isis est un groupe de post-metal américain, originaire de Los Angeles, en Californie, et de Boston, dans le Massachusetts. On leur attribue communément l'étiquette de doom metal, sludge metal, metal expérimental. Isis est connu grâce à Hydra Head Records, un label indépendant, fondé par le chanteur du groupe, Aaron Turner, en 1993. Le groupe produit une musique mélodique, pensante avec son lot de passages atmosphériques. Ils sont notamment influencés par des groupes comme Neurosis, Melvins, Godflesh ou encore Tool.
Avec des sorties d’albums studio, d'albums live et d’EPs toutes les années voire une année sur deux, le groupe trouve encore le moyen de travailler sur des projets parallèles : Old Man Gloom, Lotus Eaters, Red Sparowes et Isis and Aereogramme, ce dernier n’étant pas un split mais un album de collaboration. En 2006, Isis publie son premier DVD, Clearing the Eye, l'album In The Absence of Truth en octobre, et le commencement d’une tournée. Ils assureront donc une tournée mondiale avec plus de quarante dates dont une dizaine, aux côtés de Tool, de Torche, de Zozobra et enfin une trentaine de dates aux côtés de Jesu.
Le 18 mai 2010, les membres d'Isis annoncent la fin du groupe une fois la tournée prévue terminée. La dernière date s'organise à Montréal, au Canada, lieu du premier concert du groupe, le 23 juin 2010.

## Biographie

### Débuts et premiers EPs (1997–2001)
Isis est formé à Boston à la fin de 1997 par un groupe d'amis : Aaron Turner (guitare et chant), Jeff Caxide (guitare basse), Chris Mereschuk (claviers et chant) et Aaron Harris (batterie). Turner déclare à ce propos qu'Isis est formé parce que les membres n'étaient pas satisfaits de leurs anciens groupes respectifs : « Aucun de nous n'était content de ce qu'il faisait musicalement à l'époque, deux de nous vivaient ensemble et nous avions les mêmes goûts musicaux et références. » Avec cette formation, Isis publie en 1998 son premier EP, Mosquito Control. Après une tournée sur lé côte Est des États-Unis durant l'été 1998, pendant laquelle ils sont rejoints par Randy Larsen à la guitare, Mereschuk quitte le groupe. Jay Randall (désormais membre d'Agoraphobic Nosebleed) le remplace pour enregistrer l'EP Red Sea en 1999. Randall ne reste pas et, toujours en 1999, Isis recrute Bryant Clifford Meyer à la guitare et au clavier, ainsi que Michael Gallagher également à la guitare. Le 3 avril 2000, Isis publie son premier album studio, Celestial, accompagné d'un EP intitulé SGNL›05. La même année, le groupe commence à se faire connaitre en partant en tournée avec Cave In et Neurosis.
Pour l'EP SGNL›05, ils font appel à Justin Broadrick de Godflesh pour remixer la chanson Celestial, qu'ils utilisent ensuite comme dernière piste de l'EP. Le groupe signe sur le label Ipecac Recordings fondé par Mike Patton (Faith No More) et Greg Werckman et qui éditera tous leurs futurs albums.

### Oceanic(2002–2004)
Là où Celestial présentait des racines encore bien ancrées dans le heavy metal et le punk hardcore, l’album Oceanic, qui sort en 2002, voit l’avènement d’un son différent plus proche du post-rock et de l’ambient qui aura un impact considérable sur le développement du genre post-metal. Tout en conservant l’intensité propre à leurs débuts, ce changement permet à Isis de toucher un public plus élargi et est considéré comme un cap important dans l’histoire du groupe,,,. Aaron Turner lui-même le décrit comme « l'album de la quintessence. » Il est désigné album de l'année par les magazines Rock Sound et Terrorizer.
Fin 2003, Isis se délocalise à Los Angeles. Le son distinct développé depuis Oceanic et dans les albums suivants aura un grand impact sur le metal avant-gardiste. Ainsi plusieurs groupes proches de ce style revendiquent l’influence d’Isis, notamment Cult of Luna, Pelican, Tides ou encore Russian Circles.
Oceanic: Remixes and Reinterpretations sort en 2004 et contient des reprises de chansons d’Oceanic par plusieurs artistes proches du groupe. C’est le cas de la chanteuse Maria Christopher du groupe 27 et de Justin Broadrick du groupe Jesu qui tourne avec Isis et est également sur le label Hydra Head Records. Maria Christopher était d'ailleurs apparue sur la version originale d'Oceanic.

### Panopticon(2004–2006)
En 2004 sort le troisième album d’Isis intitulé Panopticon. La progression initiée depuis Oceanic s’accentue avec des atmosphères plus post-rock aussi bien dans le son que dans la structure. Le bassiste Justin Chancellor de Tool joue sur la chanson Altered Course. L’album est très bien reçu et est désigné album de l’année par le magazine Rock Sound. Le magazine Revolver désigne Isis comme le 12e meilleur groupe de heavy metal de tous les temps en décembre 2004. Le 23 juillet 2006, Isis interprète Oceanic à KOKO à Londres dans le cadre du festival All Tomorrow's Parties.
Clearing the Eye, le seul DVD live du groupe, sort en septembre 2006.

### In the Absence of Truth(2006–2008)
Le quatrième album In the Absence of Truth sort le 31 octobre 2006 sur le label Ipecac. L’évolution du son est similaire aux deux précédents albums avec toutefois l’ajout de nouveaux éléments plus électroniques, une complexité accrue à la batterie et dans la technique vocale. L’album voit aussi l’apparition de passages plus mélodiques et d’éléments traditionnels du metal dans les passages plus heavy. L’album est un succès commercial avec un pic à la 6e place dans le classement du magazine.
Fin 2006, Isis joue en première partie de Tool pour leur tournée consacrée à l’album 10,000 Days. Cette tournée renforce la notoriété et l’exposition médiatique du groupe. Néanmoins, les membres d’Isis sont toujours restés peu habitués à la popularité et soucieux de la protection de leur vie privée. Turner déclare « Nous n’aurions jamais imaginé qu’Isis devienne aussi populaire que ça l’est devenu » et ajoute : « Les fans veulent savoir à tout prix qui je suis et ça me fait putain de peur. Et j’ai réellement l’impression que quelquefois lorsque quelqu’un essaie de m’approcher je me retranche dans ma carapace. »
En février 2007, le groupe recrute Justin Broadrick pour remixer une performance live de Oceanic.

### Wavering Radiantet séparation (2009–2010)
En avril 2009, Isis remporte un Golden Gods Award, décerné par le magazine Revolver, dans la catégorie « meilleur groupe de metal underground ». Le cinquième album studio du groupe Wavering Radiant sort en CD le 5 mai 2009 et en édition limitée vinyle le 29 avril 2009.
Les sonorités de l’album sont dans la droite lignée des précédents. Les critiques sont largement positives et, commercialement, cet album est le plus gros succès du groupe avec pour la première fois des apparitions dans les charts européens.
De longues tournées suivent la sortie de l’album avec des concerts aux États-Unis, en Europe, au Japon et en Australie avec des groupes comme Baroness, Big Business, Cave In et Melvins,. La tournée passe par les festivals de Bonnaroo Music Festival à Manchester dans le Tennessee, et de Soundwave en Australie.
Le 18 mai 2010, Isis annonce la décision de se séparer après un ultime concert à Montréal, le lieu de leur tout premier concert, le 23 juin 2010. Juste après leur séparation, ils sortent un EP en collaboration avec Melvins en juillet 2010 avec notamment une chanson japonaise bonus de Wavering Radiant intitulée Way Through Woven Branches et la chanson The Pliable Foe.
Hydra Head Records annonce également la sortie en version remasterisée des albums live de mai à juillet 2011. Le 6 novembre 2012, une compilation intitulée Temporal sort sur le label Ipecac et comprend diverses démos et chansons non sorties ainsi que des remix de plusieurs morceaux du groupe.  Le 5 juin 2013, l’album Celestial est re-publié par Ipecac Recordings dans une version remasterisée avec des nouvelles couvertures réalisées par Aaron Turner. Le 29 avril 2014, une version remasterisée de l’album Panopticon est dévoilée par Ipecac Recordings. Le 4 novembre, c’est au tour de l’album Oceanic de ressortir en version remasterisée.

## Membres

### Derniers membres
- Aaron Turner - guitare, chant (également dans Old Man Gloom, Sumac, Lotus Eaters, House of Low Culture)
- Michael Gallagher - guitare (également dans MGR)
- Bryant Clifford Meyer - claviers, guitare (également dans Red Sparowes)
- Jeff Caxide - basse
- Aaron Harris - batterie

### Anciens membres
- Chris Mereschuk - claviers, chant (1998-1999)
- Jay Randall - claviers (1999-2000)

### Membres invités
- Maria Christopher et Ayal Naor de 27 (tous les deux ont contribué à l'album Oceanic)
- Justin Chancellor de Tool (qui a contribué à la chanson Altered Course sur l'album Panopticon)

## Vidéographie
- Clip vidéo de In Fiction (extrait de l'album Panopticon)
- Clearing the Eye (DVD sorti le 26 septembre 2006, incluant le clip In Fiction et un live entier)